# Michaugues
Michaugues (denominada localmente Missaugues) era una comuna francesa situada en el departamento de Nièvre, de la región de Borgoña-Franco Condado, que el 1 de enero de 2016 pasó a ser una comuna delegada de la comuna nueva de Beaulieu al fusionarse con las comunas de Beaulieu y Dompierre-sur-Héry.

## Demografía
| Gráfica de evolución demográfica de Michaugues entre 1800 y 2013 |
|                                                                  |

Los datos demográficos contemplados en este gráfico de la comuna de Michaugues, se han cogido de 1800 a 1999 de la página francesa EHESS/Cassini, y los demás datos se han cogido de la página del INSEE.